# Taylorsville (Indiana)
Taylorsville es un lugar designado por el censo ubicado en el condado de Bartholomew en el estado estadounidense de Indiana. En el Censo de 2010 tenía una población de 919 habitantes y una densidad poblacional de 333,48 personas por km².

## Geografía
Taylorsville se encuentra ubicado en las coordenadas 39°17′47″N 85°57′1″O / 39.29639, -85.95028. Según la Oficina del Censo de los Estados Unidos, Taylorsville tiene una superficie total de 2.76 km², de la cual 2.76 km² corresponden a tierra firme y (0%) 0 km² es agua.

## Demografía
Según el censo de 2010, había 919 personas residiendo en Taylorsville. La densidad de población era de 333,48 hab./km². De los 919 habitantes, Taylorsville estaba compuesto por el 96.19% blancos, el 1.09% eran afroamericanos, el 0.22% eran amerindios, el 0.44% eran asiáticos, el 0% eran isleños del Pacífico, el 1.52% eran de otras razas y el 0.54% pertenecían a dos o más razas. Del total de la población el 2.94% eran hispanos o latinos de cualquier raza.